# William H. Macy
Ifjabb William Hal Macy (Miami, Florida, 1950. március 13. –) kétszeres Primetime Emmy-díjas amerikai színész, forgatókönyvíró és producer. A jelölést Jerry Lundegaard megformálásáért kapta a Fargo című filmben. Emellett játszott még olyan nagy sikerű mozikban, mint a Benny és Joon, Boogie Nights, Magnólia, Jurassic Park III, vagy a Vészhelyzet című sorozatban. Egyszer jelölték Oscar-díjra, ötször Golden Globe-díjra és tizenötször Primetime Emmy-díjra, melyből kettőt megkapott.

## Élete
Macy a floridai Miamiban született, de a georgiai Marylandben élte le gyermekkorát. Apja, idősebb William Hall Macy, szolgált a második világháborúban később pedig, egy építészi vállalatot vezetett. Anyja, Lois, olyan háborús özvegy volt, aki mielőtt találkozott Macy apjával, előtte az első férje 1943-ban meghalt. Macynek van egy féltestvére, Fred Merrill, aki megtanította gitáron játszani és énekelni, így fellépett egy tehetségkutató műsorban. 
1968-ban az Allegany High Schoolban részt vett a háború-ellenes hippimozgalomban, ahol mindenféle drogot kipróbált, beleértve a marihuána és az LSD. A Nyugat-Virginiai Bethany Főiskolán állatorvosi szakon tanult, de nem fejezte be, így átment a Goddard Főiskolára és elkezdett színházban dolgozni. Ott fellépett a Szentivánéji álomban és megismerkedett több kortársával köztük David Mamettel (2-szeres Oscar-díjra jelölt forgatókönyvíró). 
Ezután elköltözött az Illinoisi Chicagóba, miután 1971-ben lediplomázott, de mégis csaposként dolgozott, hogy fizesse a lakbért. Költözése után, ő és David Mamet megalapították a St. Nicholas Theater Companyt , ahol Macy többet is eljátszott, amit Mamet írt, például A gyilkossági csoport, az Oleanna vagy az Edmond.

## Pályafutása

### A kezdetek
1971-ben kezdett el színészkedni, de csak 1980-ban tűnt fel először mozifilmben (Valahol az időben). Ezután több sorozat egy-egy epizódjában (Hometown, Kate és Allie, The Equalizer) és tévéfilmekben (The Cradle Will Fall, The Dining Room, Joanna) vállalt szereplést. Együtt dolgozott olyan nagy színészekkel és rendezőkkel, mint Gary Busey (Foolin' Around), Woody Allen (A rádió aranykora) vagy Jack Lemmon (The Murder of Mary Phagan).

### 1990-es évek
Játszott az Egyszer fenn, egyszer lenn (1998) és A gyilkossági csoport (1991) című filmekben, melyeket David Mamet írt, igazán neki és ezeknek a filmeknek köszönheti ismeretségét. További hét filmben dolgoztak együtt (Játékos végzet, The Water Engine, Oleanna, Amikor a farok csóválja…, Ennyi!, A spártai, Edmond). 
1993-ban szerepelt a Benny és Joonban Johnny Depp-pel, egy évvel később az Ember a talpán című alkotásban Robin Williamsszel, ugyanebben az évben A bajnok – Bobby Fischer nyomában című filmdrámában Ben Kingsley-vel és Az ügyfél (1994) című thrillerben Tommy Lee Jonesszal. 
1994-ben megkapta Dr. David Morgenstern szerepét a Vészhelyzet című kórházi drámasorozatban. A sorozat sikeres lett Macy pedig négy évadon át szerepelt: 2002-ben és 2009-ben vendégszereplőként visszatért a képernyőre. A sorozat mellett 1995-ben feltűnt Az őrület fészkében és a Csendszimfónia című zenés filmben, valamint az 1996-os Kísért a múlt című thriller-filmdrámában és a Coen testvérek Fargo című kultikus rendezésében. Macy ez utóbbi filmben egy autókereskedőt alakított, aki adósságai miatt felbérel két bűnözőt, hogy a váltságdíj megkaparintása érdekében rabolják el saját feleségét. A film nagy siker lett, őt és Frances McDormandet jelölték az Oscar-díjra. 
Ezután olyan, nagyobb volumenű filmekben vállalt szerepeket, mint Az elnök különgépe, a Boggie Nights, az Amikor a farok csóválja…, a Pleasantville, a Zavaros vizeken, a Magnólia és a Kritikus pont, mellyel Primetime Emmy-díjra jelölték.

### 2000 után
A 2000-es években főként tévéfilmekben szerepelt, kritikai sikerrel. A Házról, házra című filmért két Primetime Emmy-díjat és egy Golden Globe-jelölést szerzett. A Raboljuk el Sinatrát! Primetime Emmy-jelölést, A Gyapjúsapka Golden Globe-jelölést és két Primetime Emmy-jelölést, a Rémálmok és lidércek: Stephen King történeteiből pedig szintén egy Primetime Emmy-jelölést hozott számára. 
A mozifilmeket sem hanyagolta el, feltűnt az Ennyi!, a Jurassic Park III., A szerencseforgató, a Vágta (Golden Globe-jelölés legjobb férfi mellékszereplő kategóriában), A spártai, az Edmond és az Inland Empire című művekben. A 2008-as A trükk című romantikus vígjátéknak forgatókönyvírója és főszereplője volt, filmben is egy forgatókönyvírót alakítva. 2009-ben visszatért egy epizód erejéig régi sorozatába, a Vészhelyzetbe és Morgan Freemannel a Műkedvelő műkincsrablók egyik főszereplője is lett. 
2011-től a Shameless – Szégyentelenek című vígjáték/drámasorozat főszerepét játszotta el, egészen 2021-ig. Frank Gallagher szerepében további díjakat és jelöléseket érdemelt ki, de három epizód erejéig rendezőként is kipróbálta magát. 2011-ben a Marmaduke – A kutyakomédia és Az igazság ára, 2012-ben pedig A kezelés szereplőgárdájának tagja volt.

## Magánélete
Macy 1997. szeptember 6-a óta él házasságban Felicity Huffmannal. Két lányuk született, Sofia Grace és Georgia Grace. A kaliforniai Los Angelesben élnek.

## Filmográfia

### Film

#### Rendező, víró és producer
| Év   | Magyar cím          | Eredeti cím                                       | Feladatkör | Feladatkör | Feladatkör |
| Év   | Magyar cím          | Eredeti cím                                       | Rendező    | Író        | Producer   |
| ---- | ------------------- | ------------------------------------------------- | ---------- | ---------- | ---------- |
| 1995 | Minden gyanú felett | Above Suspicion                                   | Nem        | Igen       | Nem        |
| 2005 | Transamerica        | Transamerica                                      | Nem        | Nem        | Vezető     |
| 2006 |                     | Choose Your Own Adventure: The Abominable Snowman | Nem        | Nem        | Vezető     |
| 2008 | A trükk             | The Deal                                          | Nem        | Igen       | Nem        |
| 2014 | Sodródva            | Rudderless                                        | Igen       | Igen       | Vezető     |
| 2017 |                     | The Layover                                       | Igen       | Nem        | Nem        |
| 2017 |                     | Krystal                                           | Igen       | Nem        | Nem        |

#### Színész
| Év   | Magyar cím                        | Eredeti cím                                       | Szerep                         | Magyar hang          |
| ---- | --------------------------------- | ------------------------------------------------- | ------------------------------ | -------------------- |
| 1980 | Valahol, valamikor                | Somewhere in Time                                 | kritikus                       |                      |
| 1980 |                                   | Foolin' Around                                    | Bronski                        |                      |
| 1983 |                                   | Without a Trace                                   | riporter                       |                      |
| 1983 | Háborús játékok                   | WarGames                                          | NORAD hivatalnok               |                      |
| 1985 | Az utolsó sárkány                 | The Last Dragon                                   | J. J.                          |                      |
| 1987 | A rádió aranykora                 | Radio Days                                        | rádió hangja                   |                      |
| 1987 | Játékos végzet                    | House of Games                                    | Moran őrmester                 | Szabó Sipos Barnabás |
| 1988 | Egyszer fenn, egyszer lenn        | Things Change                                     | Billy Drake                    |                      |
| 1991 | A gyilkossági csoport             | Homicide                                          | Tim Sullivan                   | Uri István           |
| 1991 | Árnyékok és köd                   | Shadows and Fog                                   | rendőr Spiróval                | Végh Ferenc          |
| 1993 | A húszdolláros                    | Twenty Bucks                                      | raktáros rendőr                | Balázsi Gyula        |
| 1993 | Benny és Joon                     | Benny & Joon                                      | Randy Burch                    | Szokol Péter         |
| 1993 | A bajnok – Bobby Fischer nyomában | Searching for Bobby Fischer                       | Petey apja                     |                      |
| 1994 | Ember a talpán                    | Being Human                                       | Boris                          | Rosta Sándor         |
| 1994 | Az ügyfél                         | The Client                                        | Dr. Greenway                   | Pogány György        |
| 1994 | Betolakodó                        | Dead on Sight                                     | Steven Meeker                  | Harsányi Gábor       |
| 1994 |                                   | Oleanna                                           | John                           |                      |
| 1995 | Az őrület fészke                  | Murder in the First                               | William McNeil kerületi ügyész | Tokaji Csaba         |
| 1995 |                                   | Evolver                                           | Evolver (hangja)               |                      |
| 1995 | Szobatársak                       | Roommates                                         | Doktor (cameo)                 |                      |
| 1995 | Mesebeli vadnyugat                | Tall Tale                                         | vasúti mágnás (cameo)          | Izsóf Vilmos         |
| 1995 | Minden gyanú felett               | Above Suspicion                                   | Schultz ügyész                 |                      |
| 1995 | Csendszimfónia                    | Mr. Holland's Opus                                | Gene Wolters igazgatóhelyettes | Gyabronka József     |
| 1996 | Tűz a víz alá!                    | Down Periscope                                    | Carl Knox parancsnok           | Rosta Sándor         |
| 1996 | Fargo                             | Fargo                                             | Jerry Lundegaard               | Józsa Imre           |
| 1996 |                                   | Hit Me                                            | rendőr                         |                      |
| 1996 | Kísért a múlt                     | Ghosts of Mississippi                             | Charlie Crisco                 | Józsa Imre           |
| 1997 |                                   | Colin Fitz Lives!                                 | Mr. O'Day / Colin Fitz         |                      |
| 1997 | Az elnök különgépe                | Air Force One                                     | Caldwell őrnagy                | Benkő Péter          |
| 1997 | Boogie Nights                     | Boogie Nights                                     | Little Bill Thompson           | Bácskai János        |
| 1997 | Amikor a farok csóválja…          | Wag the Dog                                       | Charles Young CIA-ügynök       | Pálfai Péter         |
| 1998 | Jerry és Tom                      | Jerry and Tom                                     | Karl                           |                      |
| 1998 | Pleasantville                     | Pleasantville                                     | George Parker                  | Harsányi Gábor       |
| 1998 | Psycho                            | Psycho                                            | Arbogast                       | Forgács Gábor        |
| 1998 |                                   | The Secret of NIMH 2: Timmy to the Rescue         | Justin (hangja)                |                      |
| 1998 | Zavaros vizeken                   | A Civil Action                                    | James Gordon                   | Végh Péter           |
| 1999 | Szép kis páros                    | Happy, Texas                                      | Chappy Dent seriff             | Rosta Sándor         |
| 1999 | Mystery Men – Különleges hősök    | Mystery Men                                       | A lapátoló                     | Rosta Sándor         |
| 1999 | Magnólia                          | Magnolia                                          | Donnie Smith csodagyerek       | Gyabronka József     |
| 2000 | Pánik                             | Panic                                             | Alex                           | Lux Ádám             |
| 2000 | Ennyi!                            | State and Main                                    | Walt Price                     | Forgács Péter        |
| 2001 | Jurassic Park III.                | Jurassic Park III                                 | Paul Kirby                     | László Zsolt         |
| 2001 | Gyújtópont                        | Focus                                             | Lawrence "Larry" Newman        |                      |
| 2002 | Széftörők                         | Welcome to Collinwood                             | Riley                          | Gyabronka József     |
| 2002 | Széftörők                         | Welcome to Collinwood                             | Riley                          | Forgács Péter        |
| 2003 | A szerencseforgató                | The Cooler                                        | Bernie Lootz                   | Kőszegi Ákos         |
| 2003 | Raboljuk el Sinatrát!             | Stealing Sinatra                                  | John Irwin                     | Szakácsi Sándor      |
| 2003 |                                   | Easy Riders, Raging Bulls (dokumentumfilm)        | narrátor (hangja)              |                      |
| 2003 | Vágta                             | Seabiscuit                                        | Tik-tak McGlaughlin            | Csuha Lajos          |
| 2004 | A spártai                         | Spartan                                           | Stoddard                       |                      |
| 2004 | Az ellenség karmaiban             | In Enemy Hands                                    | Nathan Travers elsőtiszt       | Rosta Sándor         |
| 2004 | Mobil                             | Cellular                                          | Bob Mooney őrmester            | Harsányi Gábor       |
| 2005 | Szahara                           | Sahara                                            | Jim Sandecker admirális        | Harsányi Gábor       |
| 2005 | Edmond                            | Edmond                                            | Edmond Burke                   | Epres Attila         |
| 2005 | Köszönjük, hogy rágyújtott!       | Thank You for Smoking                             | Ortolan K. Finistirre szenátor | Harsányi Gábor       |
| 2006 |                                   | Doogal                                            | Brian (hangja)                 |                      |
| 2006 |                                   | Choose Your Own Adventure: The Abominable Snowman | Rudyard North (hangja)         |                      |
| 2006 | Bobby Kennedy – A végzetes nap    | Bobby                                             | Paul                           | Harsányi Gábor       |
| 2006 | Inland Empire                     | Inland Empire                                     | bemondó                        | Harsányi Gábor       |
| 2006 | Kis nagy hős                      | Everyone's Hero                                   | Lefty Maginnis (hangja)        | Mikó István          |
| 2007 | Faterok motoron                   | Wild Hogs                                         | Dudley Frank                   | Kálid Artúr          |
| 2007 | A legrosszabb nap                 | He Was a Quiet Man                                | Gene Shelby                    | Józsa Imre           |
| 2008 | A trükk                           | The Deal                                          | Charlie Berns                  | Gyabronka József     |
| 2008 | Hotelszoba, letolt gatya          | Bart Got a Room                                   | Ernie Stein                    | Rosta Sándor         |
| 2008 | Cincin lovag                      | The Tale of Despereaux                            | Lester (hangja)                | Harsányi Gábor       |
| 2009 | Műkedvelő műkincsrablók           | The Maiden Heist                                  | George McLendon                | Epres Attila         |
| 2009 | Csodakavics                       | Shorts                                            | Dr. Noseworthy                 | Harsányi Gábor       |
| 2010 | Marmaduke – A kutyakomédia        | Marmaduke                                         | Don Twombly                    | Harsányi Gábor       |
| 2010 |                                   | Dirty Girl                                        | Ray                            |                      |
| 2011 | Az igazság ára                    | The Lincoln Lawyer                                | Frank Levin                    | Sörös Sándor         |
| 2011 | Portrék drámai időben             | Portraits in Dramatic Time                        | önmaga                         |                      |
| 2012 | A kezelés                         | The Sessions                                      | Brendan atya                   | Gyabronka József     |
| 2013 | Egyetlen lövés                    | A Single Shot                                     | Pitt                           | Harsányi Gábor       |
| 2013 | Bízz bennem!                      | Trust Me                                          | Gary                           | Rosta Sándor         |
| 2014 | Szél támad                        | The Wind Rises                                    | Satomi (hangja)                |                      |
| 2014 | Ernest és Celestine               | Ernest & Celestine                                | vezető fogorvos (hangja)       |                      |
| 2014 | Sodródva                          | Rudderless                                        | tulajdonos                     | Harsányi Gábor       |
| 2014 | Maude öröksége                    | Two-Bit Waltz                                     | Carl                           |                      |
| 2014 | Boldogság bármi áron              | Cake                                              | Leonard                        |                      |
| 2015 |                                   | Walter                                            | Dr. Corman                     |                      |
| 2015 | Kinek a pap…                      | Dial a Prayer                                     | Bill                           | Harsányi Gábor       |
| 2015 | Ifjú bűnök                        | Stealing Cars                                     | Philip Wyatt                   | Harsányi Gábor       |
| 2015 | A szoba                           | Room                                              | Robert "Nagypapa" Newsome      | Jakab Csaba          |
| 2016 | Az utolsó emberig                 | Blood Father                                      | Kirby                          | Gyabronka József     |
| 2017 |                                   | Krystal                                           | Wyatt                          |                      |
| 2023 | Talán igent mondok                | Maybe I Do                                        | Sam                            | Epres Attila         |
| 2024 | Ricky Stanicky                    | Ricky Stanicky                                    | Ted Summerhayes                | Harsányi Gábor       |
| 2024 | A majmok bolygója: A birodalom    | Kingdom of the Planet of the Apes                 | Trevathan                      | Gyabronka József     |

### Televízió

#### Tévéfilm
| Év   | Magyar cím                        | Eredeti cím                                  | Szerep                        | Magyar hang     |
| ---- | --------------------------------- | -------------------------------------------- | ----------------------------- | --------------- |
| 1983 |                                   | The Cradle Will Fall                         | Ben Duffy                     |                 |
| 1983 |                                   | Sitcom                                       | Chip Gooseberry               |                 |
| 1984 | A troll és a kisfiú               | The Boy Who Loved Trolls                     | Szókratész, a teknős (hangja) |                 |
| 1984 |                                   | The Dining Room                              | több szerep                   |                 |
| 1985 |                                   | Joanna                                       | Napoleon Flipper              |                 |
| 1988 |                                   | Lip Service                                  | farmer                        |                 |
| 1992 | Szolgálatban: Ostromzár Marionnál | In the Line of Duty: Siege at Marion         | Ray Daniels                   |                 |
| 1992 | Magánügy                          | A Private Matter                             | pszichiáter                   |                 |
| 1992 |                                   | The Water Engine                             | Charles Lang                  |                 |
| 1992 |                                   | A Murderous Affair: The Carolyn Warmus Story | Sean Hammel                   |                 |
| 1992 | A nyomozó                         | The Heart of Justice                         | Booth                         |                 |
| 1994 |                                   | Texan                                        | doktor                        |                 |
| 1995 | A gonosz árnyékában               | In the Shadow of Evil                        | Dr. Frank Teague              | Wohlmuth István |
| 1996 |                                   | The Writing on the Wall                      | Petrocelli                    |                 |
| 1998 | A pasifaló csaló                  | The Con                                      | Bobby Sommerdinger            | Háda János      |
| 1999 | Kritikus pont                     | A Slight Case of Murder                      | Terry Thorpe                  | Harsányi Gábor  |
| 1999 |                                   | The Night of the Headless Horseman           | Ichabod Crane                 |                 |
| 2002 | Házról házra                      | Door to Door                                 | Bill Porter                   | Tarján Péter    |
| 2002 | Brekiék karácsonya                | It's a Very Merry Muppet Christmas Movie     | Glenn                         |                 |
| 2004 | Ártatlan bűnös                    | Reversible Errors                            | Arthur Raven                  | Kőszegi Ákos    |
| 2004 | Ártatlan bűnös                    | Reversible Errors                            | Arthur Raven                  | Tarján Péter    |
| 2004 | Gyapjúsapka                       | The Wool Cap                                 | Charlie Gigot                 |                 |
| 2008 |                                   | Family Man                                   | Todd Becker                   |                 |

#### Sorozat
| Év        | Magyar cím                  | Eredeti cím                                                  | Szerep                                    | Megjegyzések                                                             |
| --------- | --------------------------- | ------------------------------------------------------------ | ----------------------------------------- | ------------------------------------------------------------------------ |
| 1978      |                             | The Awakening Land                                           | Will Beagle                               | minisorozat (3 epizód)                                                   |
| 1982      |                             | Another World                                                | Frank Fisk                                | televíziós sorozat                                                       |
| 1985      |                             | Hometown                                                     | Loring Dixwell                            | 1 epizód                                                                 |
| 1985–1988 |                             | Spenser: For Hire                                            | Efrem Connors                             | 3 epizód                                                                 |
| 1986      |                             | Kate & Allie                                                 | Carl                                      | 1 epizód                                                                 |
| 1987      |                             | The Equalizer                                                | Dr. Spaulding                             | 1 epizód                                                                 |
| 1987      |                             | Alive from Off Center                                        | ismeretlen szerep                         | 1 epizód                                                                 |
| 1988      |                             | The Murder of Mary Phagan                                    | Randy                                     | minisorozat (2 epizód)                                                   |
| 1989      |                             | Tattingers                                                   | Myron                                     | 1 epizód                                                                 |
| 1990      |                             | ABC Afterschool Specials                                     | bolti eladó                               | 1 epizód                                                                 |
| 1990–1992 | Esküdt ellenségek           | Law & Order                                                  | John McCormack / Powell                   | 2 epizód                                                                 |
| 1992      |                             | Civil Wars                                                   | Donald Patchen                            | 1 epizód                                                                 |
| 1993      |                             | Bakersfield P.D.                                             | Russell Karp                              | 1 epizód                                                                 |
| 1993      |                             | L.A. Law                                                     | Bernard Ruskin                            | 1 epizód                                                                 |
| 1994–2009 | Vészhelyzet                 | ER                                                           | Dr. David Morgenstern                     | - 31 epizód - magyar hangja: - Kálid Artúr                               |
| 1995      |                             | Mystery Dance                                                | Bob Wilson                                | 1 epizód                                                                 |
| 1996      |                             | Andersonville                                                | Chandler ezredes                          | minisorozat                                                              |
| 1998      | Superman: A rajzfilmsorozat | Superman: The Animated Series                                | Rendező (hangja)                          | 1 epizód                                                                 |
| 1998      |                             | The Lionhearts                                               | Leo Lionheart (hangja)                    | 13 epizód                                                                |
| 1998      | Texas királyai              | King of the Hill                                             | Dr. Rubin (hangja)                        | 1 epizód                                                                 |
| 1998      | Herkules                    | Hercules                                                     | Jorgen Svenson / Sven Jorgenson (hangja)  | 1 epizód                                                                 |
| 1999      | Frasier – A dumagép         | Frasier                                                      | Ralph (hangja)                            | 1 epizód                                                                 |
| 1999      | A Thornberry család         | The Wild Thornberrys                                         | Skoot (hangja)                            | 1 epizód                                                                 |
| 1999–2000 | Batman of the Future        | Batman Beyond                                                | Aaron Herbst / Karros (hangja)            | 1 epizód                                                                 |
| 1999–2000 | Esti meccsek                | Sports Night                                                 | Sam Donovan                               | 6 epizód                                                                 |
| 2001      |                             | Nature                                                       | narrátor                                  | 1 epizód                                                                 |
| 2003      | Változó idők                | Out of Order                                                 | Steven                                    | minisorozat (6 epizód)                                                   |
| 2006      | A Simpson család            | The Simpsons                                                 | önmaga (hangja)                           | 1 epizód                                                                 |
| 2006      |                             | Nightmares and Dreamscapes: From the Stories of Stephen King | Clyde Umney / Sam Landry / George Demmick | minisorozat (1 epizód)                                                   |
| 2006–2007 | Bajkeverő majom             | Curious George                                               | narrátor                                  | 1. évad (30 epizód)                                                      |
| 2007      | Az egység                   | The Unit                                                     | amerikai elnök                            | 1 epizód                                                                 |
| 2011–2021 | Shameless – Szégyentelenek  | Shameless                                                    | Frank Gallagher                           | - főszereplő (11 évad) - rendező (3 epizód) - forgatókönyvíró (1 epizód) |
| 2011      |                             | Versailles                                                   | Bill                                      | 3 epizód                                                                 |
| 2022      | A kibukott                  | The Dropout                                                  | Richard Fuisz                             | - 5 epizód - magyar hangja: - Beratin Gábor                              |

## Fontosabb díjak és jelölései

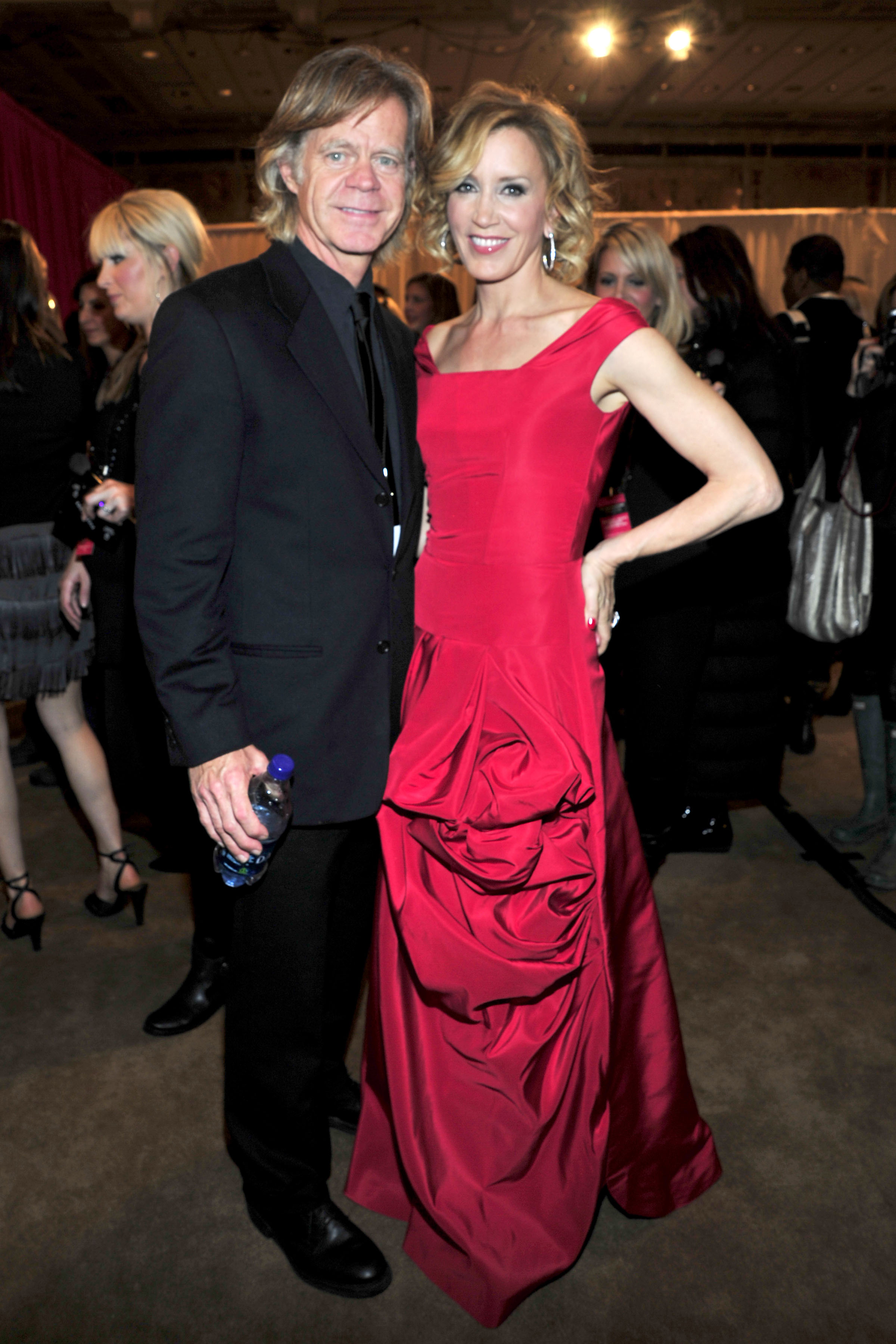
William H. Macy és Felicity Huffman 2010-ben

| Év   | Nevezés  | Díj                                                             | Film                                             |
|      |          | Oscar-díj                                                       |                                                  |
| ---- | -------- | --------------------------------------------------------------- | ------------------------------------------------ |
| 1997 | jelölés: | legjobb férfi mellékszereplő                                    | Fargo                                            |
|      |          | Emmy-díj                                                        |                                                  |
| 2021 | jelölés: | legjobb férfi főszereplő (vígjátéksorozat)                      | Shameless – Szégyentelenek                       |
| 2018 | jelölés: | legjobb férfi főszereplő (vígjátéksorozat)                      | Shameless – Szégyentelenek                       |
| 2017 | jelölés: | legjobb férfi főszereplő (vígjátéksorozat)                      | Shameless – Szégyentelenek                       |
| 2016 | jelölés: | legjobb férfi főszereplő (vígjátéksorozat)                      | Shameless – Szégyentelenek                       |
| 2015 | jelölés: | legjobb férfi főszereplő (vígjátéksorozat)                      | Shameless – Szégyentelenek                       |
| 2014 | jelölés: | legjobb férfi főszereplő (vígjátéksorozat)                      | Shameless – Szégyentelenek                       |
| 2007 | jelölés: | legjobb férfi főszereplő (televíziós minisorozat vagy tévéfilm) | Rémálmok és lidércek: Stephen King történeteiből |
| 2005 | jelölés: | legjobb férfi főszereplő (televíziós minisorozat vagy tévéfilm) | Gyapjúsapka                                      |
| 2005 | jelölés: | legjobb minisorozat vagy tévéfilm                               | Gyapjúsapka                                      |
| 2004 | jelölés: | legjobb férfi mellékszereplő (minisorozat vagy tévéfilm)        | Raboljuk el Sinatrát!                            |
| 2002 | díj      | legjobb férfi főszereplő (televíziós minisorozat vagy tévéfilm) | Házról, házra                                    |
| 2002 | díj      | legjobb forgatókönyv (minisorozat vagy tévéfilm)                | Házról, házra                                    |
| 2000 | jelölés: | legjobb vendégszínész (vígjátéksorozat)                         | Esti meccsek                                     |
| 2000 | jelölés: | legjobb férfi főszereplő (televíziós minisorozat vagy tévéfilm) | Kritikus pont                                    |
| 1997 | jelölés: | legjobb vendégszínész (drámasorozat)                            | Vészhelyzet                                      |
|      |          | Golden Globe-díj                                                |                                                  |
| 2018 | jelölés: | legjobb férfi főszereplő (vígjátéksorozat)                      | Shameless – Szégyentelenek                       |
| 2015 | jelölés: | legjobb férfi főszereplő (vígjátéksorozat)                      | Shameless – Szégyentelenek                       |
| 2005 | jelölés: | legjobb férfi főszereplő (minisorozat vagy tévéfilm)            | Gyapjúsapka                                      |
| 2004 | jelölés: | legjobb férfi mellékszereplő                                    | Vágta                                            |
| 2003 | jelölés: | legjobb férfi főszereplő (minisorozat vagy tévéfilm)            | Házról, házra                                    |
|      |          | Karlovy Vary-i Nemzetközi Filmfesztivál                         |                                                  |
| 2002 | díj      | legjobb férfi alakítás                                          | Gyújtópont                                       |

## Fordítás
- Ez a szócikk részben vagy egészben  a   William H. Macy című angol Wikipédia-szócikk fordításán alapul.  Az eredeti cikk szerkesztőit annak laptörténete sorolja fel. Ez a jelzés csupán a megfogalmazás eredetét és a szerzői jogokat jelzi, nem szolgál a cikkben szereplő információk forrásmegjelöléseként.